# Isabelle Balducchi
Isabelle Balducchi  es una guionista, realizadora y productora francesa.

## Biografía
Nacida en París, pasa su niñez y adolescencia entre Caribe y Guayana Francesa. De regreso a París, trabaja como periodista
sobre todo durante el periodo de la Perestroika entre Moscú y Leningrado.
Escribe, realiza y produce con Isa Producciones, varias películas documentales y cortometrajes de ficción como "Reflexiones" y "Como de costumbre", un thriller psicológico, seleccionado al Festival internacional de la película de Locarno en 1997 en la categoría Léopards de mañana y al Festival de Clermont-Ferrand Archivado el 9 de agosto de 2016 en Wayback Machine..

## Obra

### Películas de Ficción
- Como de costumbre ,, 14', 35mm, difusión Canal+ Polonia, Ciné+, seleccionado al Festival de Clermont-Ferrand , Jornadas cinematográficas de Soleure, festival del cortometraje de Montecatini (Italia), UniFrance Películas Internacionales , Festival internacional de la película de Locarno (Léopard de mañana)

- Joséphine, 14', 16mm, seleccionado al Festival Cine Toda pantalla (Ginebra ), Festival de Gardanne
- Calle antigua, 7', 16mm, experimental
- Kakis en ciudad, Olivos furtifs, Los corderos Capitellu : películas de ficción experimental de 10' para el espectáculo de baile Segundo naturaleza de la compañía Vialuni, difusión Ajaccio, París, Marsella
- Casa Suprana 90 min (en desarrollo)

### Documentales
- El mundo al revés, Nicolas Ivanoff, 56 min difusión France 3 Córcega  (Vía Stella), Youtube, RFO, Aéroclub de Francia, DVD (inglés/francés)
- Reflexión, 20', IB Producción & Humbert Camerlo
- Leopold robert 30' La cal de fondo producción
- SoS #médico Ginebra 30' Sos médicos, Océano Producciones
- Idoménée, lado patio, 2x45', película de archivo Opera de Lyon
- Pilotos y pilotines, 40', France 3 Córcega (Vía Stella)
- Simone Forti , 30', difusión France 3 Córcega (Vía Stella), Centre Georges-Pompidou,[1] Festival de Gardanne
- Michel Onfray, filósofa rebelde , 30', difusión France 3 Córcega
- A lo largo de los golfos claros , 56', difusión France 3 Córcega  (Vía Stella), Philippe Castellin y Jean Torregrosa forman Akenaton (performer), un dúo de artistas contemporáneos, Festival de Gardanne
- Calle Bonaparte, 54', difusión France 3 Córcega  (Vía Stella), Youtube, Festival de Lama , Semana Napoléonienne Cinema 13 & 16 de junio
- El secreto de Zia Maria , 53 min difusión France 3 Córcega (Vía Stella), Youtube, Festival de Lama , Festival de Murato, Festival Internacional de la película sobre el Aguante de Niza, Memorial de la Shoah Festival Arte Charca de Bastia, Festival de la película el aguante de Ajaccio, Cinémathèque de Córcega.
- Él'isla a las utopías, 70 min ZMF, Difusión Canal Maritima, Televisión local Provenza, Marsella 2013
- En el rastro de los Stuart de Corsica , France 3 Vía Stella, Zmf - Scam, Casa de Europa, Colocó di lume Archivado el 27 de octubre de 2017 en Wayback Machine., Youtube, Festival de Lama, Festival de Murato, film-documentaire.fr, Festival Arte Charca Archivado el 26 de octubre de 2017 en Wayback Machine.
- Juventud de Córcega y de Mediterráneo.

### Series documentales
- Miles niñas para el año 2000 , 52', difusión Francia 2, Televisión suiza #suizo francófono, RFO
- Mari in Paci, 140', difusión France 3 Córcega  (Vía Stella), #Premio Información Actualidad al Festival mundial de la imagen submarina 2007

### Publicaciones
- Prueba sobre la captation de ópera, "Lado Patio, lado jardín"
- N°10 Revista Fora,Sobre los rastros de los Stuart de Corsica, por Isabelle Balducchi